# 阿库利奇农村居民点
阿库利奇农村居民点（俄语：Акуличское сельское поселение）是俄罗斯联邦布良斯克州克列特尼亚区所属的一个农村居民点。其下辖有8个居民点，行政中心为阿库利奇。据2015年统计，该农村居民点的人口为1033人。